# Candrian Catering
Die Candrian Catering AG mit Sitz in Zürich ist ein Schweizer Gastronomieunternehmen. Sie ist hauptsächlich in der Stadt Zürich tätig und betreibt im Jahr 2011 insgesamt 31 Restaurants, elf Take-aways, einen Catering Service, eine Weinhandlung sowie zwei Hotels. Zudem ist sie am Luxushotel Suvretta House in St. Moritz beteiligt. Die Unternehmensgruppe beschäftigt rund 1180 Mitarbeiter und erwirtschaftete 2010 einen Nettoumsatz von 114 Millionen Schweizer Franken.

## Geschichte
Die Grundlage für die Candrian Catering legte Martin Candrian 1979 mit der Übernahme des Pachtvertrags für das «Bahnhofsbuffet Zürich HB» von seinem Vater Rudolf Candrian. Das «Bahnhofsbuffet» umfasste sämtliche Restaurationsbetriebe im Zürcher Hauptbahnhof.
Martin Candrian stammt aus einer traditionsreichen Gastrofamilie. Sein Urgrossvater mütterlicherseits, Anton Bon, gilt als einer der Pioniere des Schweizer Tourismus im ausgehenden 19. Jahrhundert und war Besitzer verschiedener Hotels, unter anderem der Luxushotels Park Hotel Vitznau in Vitznau und Suvretta House in St. Moritz. Diese Familientradition ging über Generationen weiter, unter anderem an Hans Bon und später an seinem Schwiegersohn Rudolf Candrian.
Hans Bon gelang es 1921 von den SBB die Restauration im Zürcher Hauptbahnhof als Gesamtpächter zu übernehmen. Er brachte den Familienbetrieb vergleichsweise unbeschadet durch die Weltwirtschaftskrise und den Zweiten Weltkrieg. Nach seinem Tod im Jahre 1950 übernahm Rudolf Candrian den Familienbetrieb mehrheitlich. Die Neuausschreibung des Pachtvertrags für das «Bahnhofsbuffet» im Jahre 1955 verteidigte Rudolf Candrian, im Gegenzug gab er die Leitung des Suvretta House an seinen Bruder Albert Candrian ab.
Martin Candrian trat 1975 in den Familienbetrieb unter Leitung seines Vaters Rudolf ein. Mit der Neuausschreibung der Pacht für das «Bahnhofsbuffet» wurde auch der Generationenwechsel im Familienbetrieb in die Wege geleitet. Gegen ein mittlerweile sehr breites Feld von Mitbewerbern, konnte die Familie Candrian den Pachtvertrag 1978 erneut verteidigen; mit Martin Candrian übernahm 1979 schliesslich die dritte Generation, die Leitung der Bahnhofsgastronomie.
Der ebenfalls 1979 begonnene Bau der unterirdischen Geschosse des Hauptbahnhofs führte die folgenden 20 Jahre lang zu Unannehmlichkeiten, und mit der Eröffnung des Ladengeschosses verkauften ab 1990 nun auch der Detailhändler Migros sowie weitere Imbisslokale Getränke und kleine Mahlzeiten mitten im Bahnhof. Um das Geschäftsrisiko besser zu verteilen, fasste man unter Martin Candrian daher auch Standorte ausserhalb des Hauptbahnhofs ins Auge. Der Bahnhofsumbau zahlte sich schliesslich aus, er erlaubte die Einrichtung von zusätzlichen Arbeitsräumen für die Bahnhofsgastronomie und die Integration eines zentralen Cateringbetriebs im Hauptbahnhof.
Die bisherigen Aktivitäten fasste Martin Candrian daher Mitte 1999 in der neu gegründeten «Candrian Catering AG» mit Sitz im Hauptbahnhof zusammen. Ins Unternehmen eingebracht wurden dabei die bisherigen Einzelunternehmen «Restaurants Bahnhofbuffet Zürich HB», «Bahnhofbuffet Zürich Enge», «Restaurant Rapido» und «Gasthof zum Hirschen am See» in Meilen sowie die Anteile an der «Aktiengesellschaft Suvretta-Haus».
Im Mai 2000 gründete Martin Candrian als Schweizer Franchisenehmer der deutschen Nordsee Schnellrestaurantkette die Tochtergesellschaft «Candrian Seafood AG» und eröffnete im Oktober 2000 die Meeresbuffet-Filiale im Hauptbahnhof und eine kleinere Store-Filiale im Dezember in Winterthur. Im November 2001 kam im Hauptbahnhof ebenfalls eine Store-Filiale hinzu.
Weitere Schritte aus der reinen Bahnhofsgastronomie heraus, unternahm man Mitte 2002 durch die vollständige Übernahme der «Hotel Montana Zürich AG». Mit dem zweiten Hotel, nach dem bereits 1986 übernommenem Hirschen am See, kam auch die Bistrot/Bar «Le Lyonnais» hinzu. Ebenfalls in der Innenstadt, nahe beim Paradeplatz, kam das Bistrot «vis-à-vis» mit dem angegliederten Le Café am Talacker hinzu. Das grösste Medienecho löste allerdings die Übernahme der im Oktober 1990 eröffneten Brasserie Lipp im Gebäude der Urania-Sternwarte Zürich aus.
Eröffnungen weiterer Nordsee-Filialen erfolgten im November 2002 am Zürcher Rennweg – und damit deutlich ausserhalb der Bahnhofsumgebung – und im Dezember im Berner Bahnhof. Im März 2003 folgte schliesslich die sechste Nordsee-Filiale am Zürcher Flughafen, die im Foodcourt des neu erstellten Shoppingbereichs Airport Plaza eröffnet wurde – es sollte die letzte bleiben.
Als im März 2007 das Urban Entertainment Center Sihlcity eröffnet wurde, erhielt das Restaurant Imagine im HB einen Ableger im Stadtteil Wiedikon. Aufgrund der hohen Kosten gab die Neue Zürcher Zeitung (NZZ) ihre zuletzt faktisch als Schaudruckerei betriebene Zeitungsdruckerei am Hauptsitz neben dem Opernhaus auf; neben der Umnutzung der Räume für den Detailhandel, erfolgte auch der Umbau für einen kombinierten Restaurant- und Barbetrieb im NZZ-Gebäude. Im Wettbewerbsverfahren, das die NZZ hierfür durchführte, überzeugte schliesslich das von Candrian vorgelegte Konzept: im Oktober 2008 wurden die Brasserie Schiller und die Goethe Bar eröffnet.
Die Expansion nach Basel wurde 2007 beschritten, als der Basler Kunstverein die Pacht für das Restaurant Kunsthalle neu ausschrieb. Nachdem feststand, dass Candrian den Pachtvertrag übernehmen kann, wurde Ende 2007 die «Restaurant Kunsthalle Basel AG» gegründet und der Betrieb des Restaurants, der Kunsthalle Bar und der Campari Bar per 1. Juli 2008 übernommen.
Weit unter den Erwartungen entwickelten sich derweil die Nordsee-Filialen, die ausserhalb des Hauptbahnhofs und des Flughafens nicht Fuss fassen konnten. Als Konsequenz wurden die drei Filialen am Zürcher Rennweg, in Winterthur und in Bern wieder geschlossen; Ende 2009 wurde die «Candrian Seafood AG» mit der Muttergesellschaft fusioniert und aufgelöst.
In Basel konnte man im Juli 2010 im alten Kerngeschäft expandieren und betreibt seither die Brasserie Basel im Bahnhof Basel SBB, neben den drei Imbiss- und Take-Away-Lokalen Hallo, Blueberry und Le Central. Ebenfalls in Vorbereitung war dazumal bereits die Übernahme des Restaurants Zum Braunen Mutz am Barfüsserplatz, welches nach einem zehnmonatigen Umbau im März 2011 wiedereröffnet wurde.
Nach 32 Jahren als Geschäftsführer hat Martin Candrian am 1. Juli 2011 die Leitung des Unternehmens an Claudio Bieri abgegeben. Seit September 2014 ist Reto Candrian CEO.